# Ryder Cup 1951
La 9ª edizione della Ryder Cup si tenne al Pinehurst Resort di Pinehurst (Carolina del Nord), tra il 2 ed il 4 novembre 1951.

## Formato
La Ryder Cup è un torneo match play di golf, in cui ogni singolo incontro vale un punto. Dalla prima edizione fino al 1959, il formato consiste, il primo giorno, in incontri tra otto coppie, quattro per squadra, in "alternate shot" , mentre il secondo in otto singolari, per un totale di 12 punti; di conseguenza, per vincere la coppa sono necessari almeno 6½ punti. Tutti gli incontri sono giocati su un massimo di 36 buche.

## Squadre
Stati Uniti
- Sam Snead — capitano
- Clayton Heafner
- Ed Oliver
- Ben Hogan
- Jack Burke, Jr.
- Henry Ransom
- Lloyd Mangrum
- Jimmy Demaret
- Skip Alexander

 Regno Unito
- Arthur Lacey — capitano
- Max Faulkner
- Charlie Ward
- Jimmy Adams
- Fred Daly
- Dai Rees
- Arthur Lees
- John Panton
- Ken Bousfield
- Harry Weetman

## Risultati

### Incontri 4 vs 4 del venerdì
| Regno Unito (bandiera) | Risultati | Stati Uniti (bandiera) |
| ---------------------- | --------- | ---------------------- |
| Faulkner/Rees          | 5 & 3     | Heafner/Burke          |
| Ward/Lees              | 2 & 1     | Oliver/Ransom          |
| Adams/Panton           | 5 & 4     | Snead/Mangrum          |
| Daly/Bousfield         | 5 & 4     | Hogan/Demaret          |
| 1                      | Sessione  | 3                      |
| 1                      | Totale    | 3                      |

### Singolari del sabato
| Regno Unito (bandiera) | Risultati | Stati Uniti (bandiera) |
| ---------------------- | --------- | ---------------------- |
| Jimmy Adams            | 4 & 3     | Jack Burke, Jr.        |
| Dai Rees               | 2 up      | Jimmy Demaret          |
| Fred Daly              | pareggio  | Clayton Heafner        |
| Harry Weetman          | 6 & 5     | Lloyd Mangrum          |
| Arthur Lees            | 2 & 1     | Ed Oliver              |
| Charlie Ward           | 3 & 2     | Ben Hogan              |
| John Panton            | 8 & 7     | Skip Alexander         |
| Max Faulkner           | 4 & 3     | Sam Snead              |
| 1½                     | Sessione  | 6½                     |
| 2½                     | Totale    | 9½                     |